# Mariana Angélica de Andrade
Mariana Angélica de Andrade (11 de maio de 1840, Aldeia de Casa Branca, Sousel - 14 de novembro de 1882, Setúbal) foi uma poetisa portuguesa. 

## Biografia
Filha de Francisca Pereira da Silva e de Joaquim António Serrano, poeta, escritor e jornalista, Mariana nasce numa aldeia alentejana, em 1840. Muda-se para Setúbal com 4 anos, indo viver com a madrinha.
Casa-se civilmente em 1874, em Setúbal, com António Cândido de Figueiredo, poeta, filólogo e escritor. Mudam-se para Lisboa.Tem duas filhas: Rosalinda (n. 1875) e Corina (n. 1877).
Morre vítima de tuberculose pulmonar. É enterrada no Cemitério dos Prazeres, a 16 de novembro. Depois da sua morte, os vários jornais denominam-na de "Poetisa do Sado".

## Obras

### Obras impressas[1]
- Murmúrios do Sado (prefácio de Gomes de Amorim), Setúbal, Typographia José Augusto Rocha, 1870
- Reverberos do Poente (prefácio de Gomes de Amorim), Porto, Joaquim Antunes Leitão, 1883

### Colaboração em obras periódicas[1]
- Gazeta Setubalense
- Aspirações
- Voz Feminina (1868-1869)
- Almanaque de Lembranças (1867)
- Almanaque de Senhoras (1871)
- "Liberdade" Grinalda Literária, 10/06/1874
- Gazeta das Salas, 1877